# Tharørkenen
Tharørkenen eller Store Indiske Ørken eller Cholistanørkenen er en ørken, der ligger i det vestlige Indien og sydøstlige Pakistan. Angivelsen af størrelsen på ørkenen varierer, men WWF sætter selve ørkenen til 238.700 km². Andre kilder angiver størrelsen på ørkenen så stor som 488.300 km². Deraf ligger de 208.110 km² i Indien, hvor Tharørkenen omfatter omkring tre fjerdele af delstaten Rajasthan.

## Eksterne links
- Thar Desert (World Wildlife Fund)

26°59′04″N 71°00′06″Ø / 26.984444444444°N 71.001666666667°Ø